# Kammgrünlinge
Kammgrünlinge (Zaniolepis) sind eine Fischgattung aus der Ordnung der Barschartigen (Perciformes). Die beiden Arten der Gattung leben auf dem Meeresgrund im östlichen Pazifik an der nordamerikanischen Westküste von Vancouver Island bis Baja California in Tiefen von 37 bis 244 Metern.

## Merkmale
Kammgrünlinge sind langgestreckte Fische, die eine Länge von 25 bis 30 cm erreichen. Ihre Wirbelanzahl beträgt 21 bis 22. Der Körper ist von Ctenoidschuppen bedeckt. Die Schwanzflosse ist leicht gegabelt, die Rückenflosse zwischen dem hartstrahligen und dem weichstrahligen Teil tief eingebuchtet. Die ersten drei  Flossenstrahlen der Rückenflosse sind verlängert. Die ersten beiden Flossenstrahlen der Bauchflossen sind verdickt und reichen bis zum Beginn der Afterflosse. Die Fische haben eine einzige Seitenlinie.
Flossenformel: Dorsale XXI–XXII/11–12, Anale III/16–17.
Kammgrünlinge ernähren sich von Borstenwürmern, Fischeiern und Krebstieren, wie Krill und Flohkrebsen.

## Systematik
Der kanadische Ichthyologe Joseph S. Nelson ordnet die Kammgrünlinge in seinem Standardwerk zur Fischsystematik Fishes of the World als Unterfamilie Zaniolepidinae den Grünlingen (Hexagrammidae) zu. Wiley und Johnson erheben diese Unterfamilie in ihrer Studie über die Systematik der Teleostei in den Familienrang. In die Familie Zaniolepididae wird durch Smith & Busby auch der Anemonenwächter (Oxylebius pictus) gestellt, so dass die Familie nicht mehr monotypisch ist.

## Arten
- Zaniolepis frenata (Eigenmann & Eigenmann, 1889).
- Zaniolepis latipinnis (Girard, 1858)